# 11e Bureau politique du Parti communiste chinois

Le 11e Bureau politique du Parti communiste chinois est l'organe dirigeant principal du Parti communiste chinois, élu par le Comité central du Parti, lui-même élu par le 11e congrès national du Parti, qui s’est tenu du 12 au 18 août 1977,. À l’issue de ce congrès, Deng Xiao Ping ressort victorieux le 19 août 1977, l’emportant sur son rival Hua Guofeng. Ce 11e Bureau politique est remplacé par le 12e Bureau politique en septembre 1982.

## Membres
Les membres du bureau politique sont les suivants :
Par ordre de préséance
1. Wang Zhen (à partir de 1978)
2. Wei Guoqing (韦国清)
3. Ulanhu (乌兰夫)
4. Fang Yi (方毅)
5. Deng Xiaoping (邓小平)
6. Deng Yingchao (à partir de 1978)
7. Ye Jianying (叶剑英)
8. Liu Bocheng (刘伯承)
9. Xu Shiyou (许世友)
10. Ji Dengkui (纪登奎) (1977-1980)
11. Su Zhenhua (苏振华)
12. Li Xiannian (李先念)
13. Li Desheng (李德生)
14. Wu De (吴德) (1977-1980)
15. Yu Qiuli (余秋里)
16. Wang Dongxing (汪东兴) (1977-1980)
17. Zhang Tingfa (张廷发)
18. Chen Yonggui (陈永贵)
19. Chen Yun (à partir de 1978)
20. Chen Xilian (陈锡联) (1977-1980)
21. Zhao Ziyang (à partir de 1979)
22. Hu Yaobang (à partir de 1978)
23. Geng Biao (耿飚)
24. Nie Rongzhen (聂荣臻)
25. Ni Zhifu (倪志福)
26. Xu Xiangqian (徐向前)
27. Peng Zhen (à partir de 1979)
28. Peng Chong (彭冲)

### Autres membres
Par ordre de préséance
1. Chen Muhua (陈慕华)
2. Zhao Ziyang (赵紫阳) (1977-1979)
3. Sifuding (赛福鼎)

## Comité central
Les membres du comité central sont les suivants :
Par ordre de préséance
- 1977-1981

1. Hua Guofeng
2. Ye Jianying
3. Deng Xiaoping
4. Li Xiannian
5. Wang Dongxing (1977-1980)
6. Chen Yun (à partir de 1978)
7. Hu Yaobang (à partir de 1980)
8. Zhao Ziyang (à partir de 1980)

- 1981-1982

1. Hu Yaobang
2. Ye Jianying
3. Deng Xiaoping
4. Zhao Ziyang
5. Li Xiannian
6. Chen Yun
7. Hua Guofeng